# Ernest Adam
Pour les articles homonymes, voir Adam.
Ernest Marie Adam, né le 8 novembre 1899 à Lamorteau et décédé le 5 août 1985 à Thiaumont fut un homme politique démocrate chrétien belge, membre du PSC.

## Biographie
Adam fut reçu docteur en droit et licencié en sciences politiques et sociales à l'université catholique de Louvain, en 1923, et devint ensuite industriel.
Il fut élu député (1932-1936 et 1939-1946), sénateur provincial de la province de Luxembourg (1950-1968) et sénateur coopté (1968-1971). Il fut ministre du Commerce extérieur et de l'Assistance technique (1965-1966) ainsi que ministre adjoint aux Affaires étrangères.
Il fut décoré de la médaille de la résistance.

## Sources
- Bio sur ODIS